# عرفان زمانی
عرفان زمانی (۲۷ مرداد ۱۳۷۸ – ۱۲ آبان ۱۴۰۱) یکی از کشته‌شده‌های خیزش ۱۴۰۱ ایران در تاریخ ۱۲ آبان در لاهیجان بود.

## کشته شدن
طبق گفتهٔ شاهدان عینی مأموران سرکوبگر به کلیه‌های او تیراندازی کردند و به مردمی که قصد کمک به او را داشتند حمله کردند تا مانع انتقال او به بیمارستان شوند و بالای سر او قرار گرفتند تا از مرگ او اطمینان پیدا کنند. بعد از گذشت مدتی او به بیمارستان منتقل شد اما عملیات احیا موفقیت‌آمیز نبود و درنهایت این جوان ۲۳ ساله کشته شد.

## واکنش‌ها
مردم لاهیجان برای احترام به این جوان آزاده محل قرارگیری پیکر او در سطح خیابان را گلباران کردند.